# Calenzano
Calenzano település Olaszországban, Toszkána régióban, Firenze megyében. Lakosainak száma 18 084 fő (2023. január 1.). Calenzano Barberino di Mugello, Campi Bisenzio, Prato, Sesto Fiorentino, Vaglia, Vaiano, San Piero a Sieve és Scarperia e San Piero községekkel határos.

## Népesség
A település népességének változása:
| Lakosok száma | 17 253 | 17 914 | 18 084 |
|               | 2013   | 2018   | 2023   |